# Sigrid Onégin

Sigrid Onegin 1914
beim Schlittschuhlaufen

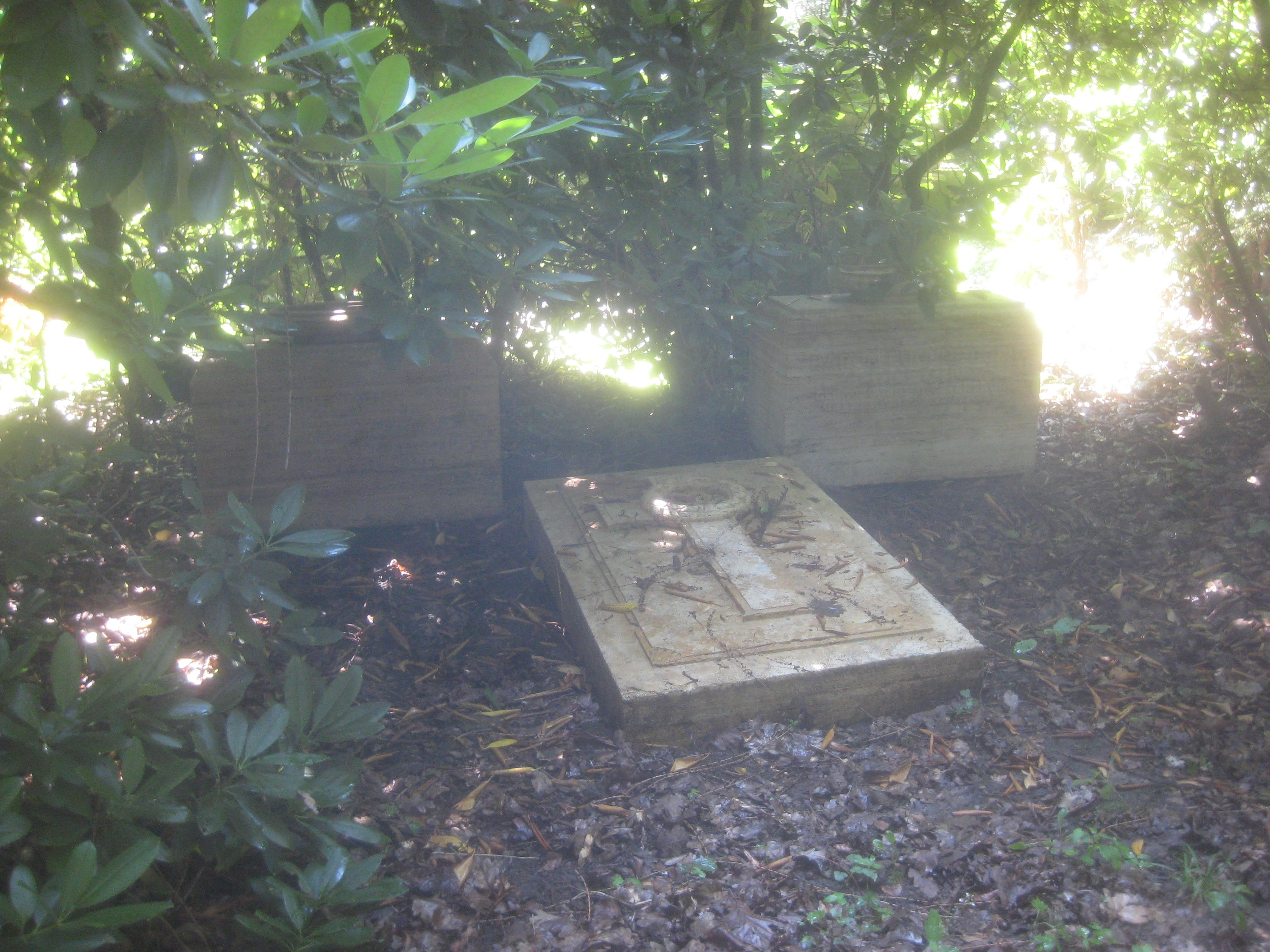
Grab auf dem Waldfriedhof Stuttgart

Sigrid Onégin, eigentlich Elisabeth Elfriede Emilie Sigrid Hoffmann, (* 1. Juni 1889 in Stockholm, Schweden; † 16. Juni 1943 in Magliaso, Kanton Tessin, Schweiz) war eine deutsche Opern- und Konzertsängerin (Alt).

## Leben
1905 bekam sie eine Gesangsausbildung in München und Mailand. 1911 folgten erste Auftritte als Konzertsängerin. Von 1912 bis 1919 ging sie an die Oper Stuttgart, mit dem Debüt als Carmen. 1919 bis 1922 sang sie an der Staatsoper München.
Zwischen 1922 und 1924 hatte sie Auftritte an der New Yorker Metropolitan Opera und ein Debüt als Amneris in Aida. 1926 bis 1931 wechselte sie zur Städtischen Oper Berlin. 1927 absolvierte sie ein Gastspiel an der Covent Garden Opera in London mit dem Ring des Nibelungen unter Bruno Walter. 1931 und 1932 erzielte sie bei den Salzburger Festspielen einen Triumph als Orfeo. 1933 und 1934 war sie bei den Bayreuther Festspielen mit Altpartien im Ring des Nibelungen zu hören. 1931 bis 1935 hatte Onégin am Stadttheater Zürich einen Gastspielvertrag. 1942 fand ihr letzter Konzertauftritt in Zürich statt.
Sie heiratete am 25. Mai 1913 in London die unter dem Pseudonym „Baron Eugen Borisowitsch Lhwoff-Onégin“ auftretende Komponistin und Pianistin Agnes Elisabeth Overbeck, Ur-Enkelin von Christian Adolph Overbeck. Während des Ersten Weltkriegs versteckte sie ihren „russischen Mann“ vor der Obrigkeit, bis „er“ 1916 denunziert und verhaftet wurde. Aufgrund ihres Einflusses erreichte sie Lhwoff-Onégins Freilassung, „er“ starb 1919.
In zweiter Ehe war Onegin seit 1920 mit dem Arzt Fritz Penzoldt († 1959) verheiratet, dem Bruder des Schriftstellers Ernst Penzoldt. Ihr Sohn war der Schriftsteller Peter Penzoldt (1925–1969). Onégin trat zunächst unter dem Namen Lilly Hoffmann auf, später als Lilly Hoffmann-Onégin, alsbald nach ihrer ersten Eheschließung jedoch unter dem Namen Sigrid Onégin, unter dem sie berühmt wurde. In der zweiten Ehe wurde sie bürgerlich auch als Sigrid Onégin-Penzoldt benannt.
Onegin besaß eine der ausdrucksstärksten und kultiviertesten Altstimmen des 20. Jahrhunderts (Stephan Hörner).

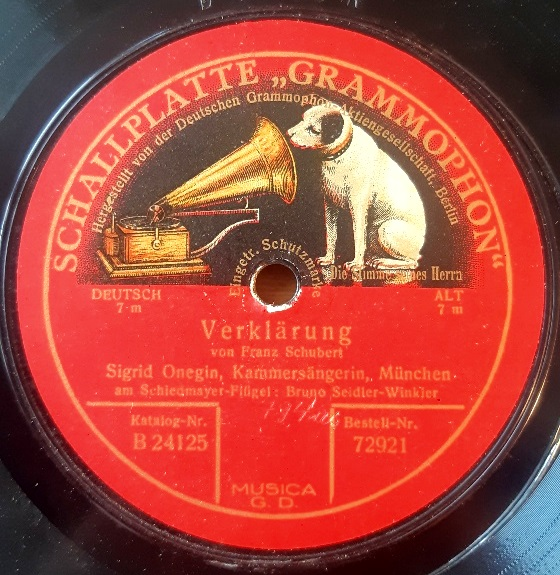
Schallplatte von Sigrid Onegin (Berlin 1921)

Sie liegt auf dem Waldfriedhof Stuttgart begraben.
Sigrid Onegin hinterließ zahlreiche Schallplatten für Grammophon (Berlin 1919–21), Brunswick (Chicago 1922–27), Victor (Camden 1928–29) und Electrola (Berlin 1929–30).

## Aufnahmen

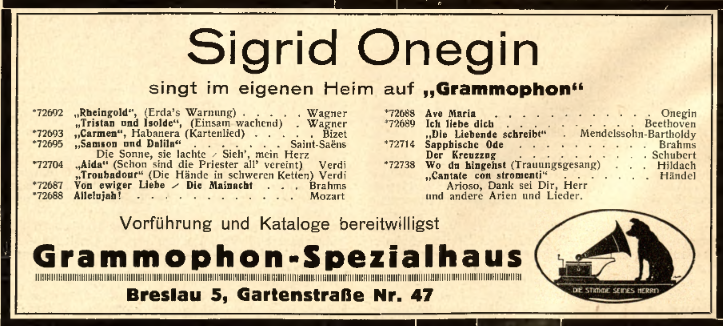
Anzeige 1925

- Sigrid Onegin, Recordings 1928–1930, MDVclassic
- Sigrid Onegin, Opernarien und Lieder, Pearl
- Lebendige Vergangenheit – Sigrid Onegin, Vol. 1, Vol. 2 und Vol. 3, Preiser
- Sigrid Onegin Vol. 1 (Aufnahmen 1919–1921), Nimbus, Prima Voce